# Mołdawia na Mistrzostwach Świata w Lekkoatletyce 2009
Mołdawia na Mistrzostwach Świata w Lekkoatletyce 2009 – reprezentacja Mołdawii podczas czempionatu w Berlinie liczyła 6 zawodników. Nie zdobyli oni żadnego medalu ani nie zajęli miejsca punktowanego.

## Występy reprezentantów Mołdawii

### Mężczyźni
| Konkurencja                   | Zawodnik      | Eliminacje | Eliminacje | Finał         | Finał         |
| Konkurencja                   | Zawodnik      | Wynik      | Poz.       | Wynik         | Poz.          |
| ----------------------------- | ------------- | ---------- | ---------- | ------------- | ------------- |
| Bieg na 3000 m z przeszkodami | Ion Luchianov | 8:27,41    | 18.        | Nie awansował | Nie awansował |

| Konkurencja | Zawodnik          | Kwalifikacje | Kwalifikacje | Finał         | Finał         |
| Konkurencja | Zawodnik          | Wynik        | Poz.         | Wynik         | Poz.          |
| ----------- | ----------------- | ------------ | ------------ | ------------- | ------------- |
| Trójskok    | Vladimir Letnicov | 15,88        | 40.          | Nie awansował | Nie awansował |

### Kobiety
| Konkurencja                   | Zawodniczka   | Eliminacje | Eliminacje | Półfinał       | Półfinał       | Finał          | Finał          |
| Konkurencja                   | Zawodniczka   | Wynik      | Poz.       | Wynik          | Poz.           | Wynik          | Poz.           |
| ----------------------------- | ------------- | ---------- | ---------- | -------------- | -------------- | -------------- | -------------- |
| Bieg na 800 m                 | Olga Cristea  | 2:03,99    | 23.        | Nie awansowała | Nie awansowała | Nie awansowała | Nie awansowała |
| Bieg na 3000 m z przeszkodami | Oxana Juravel | 9:36,63 NR | 21.        |                |                | Nie awansowała | Nie awansowała |

| Konkurencja | Zawodniczka      | Kwalifikacje | Kwalifikacje | Finał          | Finał          |
| Konkurencja | Zawodniczka      | Wynik        | Poz.         | Wynik          | Poz.           |
| ----------- | ---------------- | ------------ | ------------ | -------------- | -------------- |
| Rzut młotem | Zalina Marghieva | 66,70        | 26.          | Nie awansowała | Nie awansowała |
| Rzut młotem | Marina Marghieva | 64,83        | 33.          | Nie awansowała | Nie awansowała |